# Liga Revelação de 2018–19
A Liga Revelação de 2018–19, também conhecida por Campeonato Nacional Sub-23 foi a primeira edição deste torneio organizado pela Federação Portuguesa de Futebol. Disputada por catorze equipes, o Desportivo das Aves conquistou o título.

## Formato
Na primeira edição do torneio, catorze equipas disputam duas fases distintas. A primeira fase, composta por todos os participantes que se enfrentam duas vezes, uma na qualidade de visitante e outro na qualidade de visitado. No final da última jornada de cada fase, as seis melhores equipas qualificam-se para o "apuramento de campeão", enquanto as demais se qualificam para a fase denominada "manutenção".
Na segunda fase, as equipes transitam com metade dos pontos conquistados na fase anterior, enquanto o sistema de disputa permanece o mesmo.

### Desempates
Em casos das equipes se encontrarem em igualdades no final da última jornada de cada fase, os seguintes critérios e preferências são utilizados como desempates:
- Pontos obtidos pelos clubes empatados nos jogos que realizaram entre si na fase específica;
- Diferença entre os golos marcados e os golos sofridos;
- A maior diferença entre os golos marcados e os golos sofridos;
- O maior número de vitórias obtidas;
- O maior número de golos marcados;
- O maior número de golos sofridos;

Após a aplicação, se a igualdade ainda subsistir, os seguintes critérios são adotados:
- Dois clubes empatados:
  - Um jogo disputado em estádio neutro;
  - Prolongamento de 30 minutos;
  - Pontapés da marca de grande penalidade
- Mais de dois clubes empatados:
  - Uma competição composta pelos clubes empatados, na qual jogaram entre si apenas uma vez e em estádio neutro.

## Participantes
| - Académica de Coimbra - Aves - Belenenses - Benfica - Braga - Cova da Piedade - Estoril Praia | - Feirense - Marítimo - Portimonense - Rio Ave - Sporting - Vitória de Guimarães - Vitória de Setúbal |

## Primeira fase
Atualizado a: 26 de Agosto de 2019